# Tourneville-sur-Mer
Pour les articles homonymes, voir Tourneville (homonymie).
Tourneville-sur-Mer est une commune française située sur la côte Ouest du département de la Manche en région Normandie.
Elle est créée le 1er janvier 2023 par la fusion des deux communes d'Annoville et de Lingreville, sous le régime juridique des communes nouvelles.

## Géographie
La commune est littorale, au sud du Coutançais.
| Hauteville-sur-Mer                    | Hauteville-sur-Mer   | Hérenguerville                            |
| Mer de la Manche                      | Tourneville-sur-Mer  | Quettreville-sur-Sienne Muneville-sur-Mer |
| Mer de la Manche (havre de la Vanlée) | Bricqueville-sur-Mer | Muneville-sur-Mer                         |

### Hydrographie
La commune est située dans le bassin Seine-Normandie. Elle est drainée par le cours d'eau 01 des Hardes, le canal de Passerin, le cours d'eau 01 de la Planche Guillemette, le cours d'eau 01 de l'Hôtel Bocage, le ruisseau du Bouillon et un autre petit cours d'eau,.

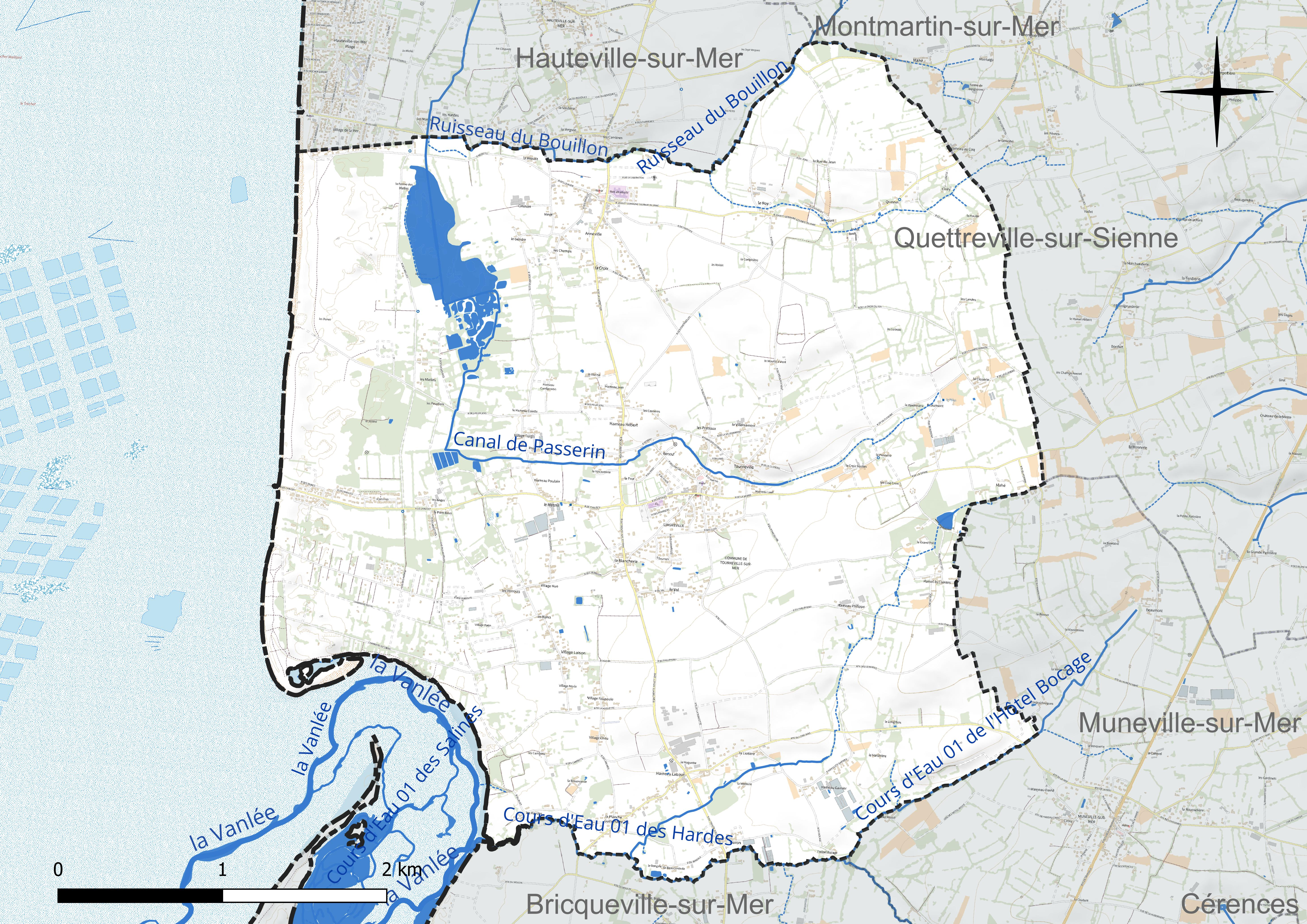
Réseau hydrographique de Tourneville-sur-Mer.

### Climat
Le climat qui caractérise la commune est qualifié, en 2010, de « climat océanique franc », selon la typologie des climats de la France qui compte alors huit grands types de climats en métropole. En 2020, la commune ressort du type « climat océanique » dans la classification établie par Météo-France, qui ne compte désormais, en première approche, que cinq grands types de climats en métropole. Ce type de climat se traduit par des températures douces et une pluviométrie relativement abondante (en liaison avec les perturbations venant de l'Atlantique), répartie tout au long de l'année avec un léger maximum d'octobre à février.
Les paramètres climatiques qui ont permis d’établir la typologie de 2010 comportent six variables pour les températures et huit pour les précipitations, dont les valeurs correspondent à la normale 1971-2000. Les sept principales variables caractérisant la commune sont présentées dans l'encadré ci-après.
| Paramètres climatiques communaux sur la période 1971-2000 pour Annoville - Moyenne annuelle de température : 11,2 °C - Nombre de jours avec une température inférieure à −5 °C : 1,1 j - Nombre de jours avec une température supérieure à 30 °C : 0,4 j - Amplitude thermique annuelle : 11,4 °C - Cumuls annuels de précipitation : 912 mm - Nombre de jours de précipitation en janvier : 13,6 j - Nombre de jours de précipitation en juillet : 7,9 j |

Avec le changement climatique, ces variables ont évolué. Une étude réalisée en 2014 par la Direction générale de l'Énergie et du Climat complétée par des études régionales prévoit en effet que la  température moyenne devrait croître et la pluviométrie moyenne baisser, avec toutefois de fortes variations régionales. Ces changements peuvent être constatés sur la station météorologique de Météo-France la plus proche, « Coutances », sur la commune de Coutances, mise en service en 1974 et qui se trouve à 11 km à vol d'oiseau,, où la température moyenne annuelle est de 11,2 °C et la hauteur de précipitations de 1 061,2 mm pour la période 1981-2010.
Sur la station météorologique historique la plus proche, « Granville – pointe du Roc », sur la commune de Granville, mise en service en 1973 et à 15 km, la température moyenne annuelle évolue de 11,6 °C pour la période 1971-2000 à 11,9 °C pour 1981-2010, puis à 12,4 °C pour 1991-2020.

## Urbanisme

### Typologie
Au 1er janvier 2024, Tourneville-sur-Mer est catégorisée commune rurale à habitat dispersé, selon la nouvelle grille communale de densité à sept niveaux définie par l'Insee en 2022.
Elle est située hors unité urbaine. Par ailleurs la commune fait partie de l'aire d'attraction de Coutances, dont elle est une commune de la couronne,. Cette aire, qui regroupe 37 communes, est catégorisée dans les aires de moins de 50 000 habitants,.
La commune, bordée par la Manche, est également une commune littorale au sens de la loi du 3 janvier 1986, dite loi littoral. Des dispositions spécifiques d’urbanisme s’y appliquent dès lors afin de préserver les espaces naturels, les sites, les paysages et l’équilibre écologique du littoral, tel le principe d'inconstructibilité, en dehors des espaces urbanisés, sur la bande littorale des 100 mètres, ou plus si le plan local d’urbanisme le prévoit.

## Toponymie
Il existait avant la révolution la paroisse Tourneville, qui reste aujourd'hui un hameau jouxtant le bourg de la commune de Lingreville. Ce hameau fait le lien entre les deux communes.
Le déterminant sur-Mer a été rajouté pour éviter l’homonymie avec Tourneville dans l'Eure, dans la même région.

## Histoire

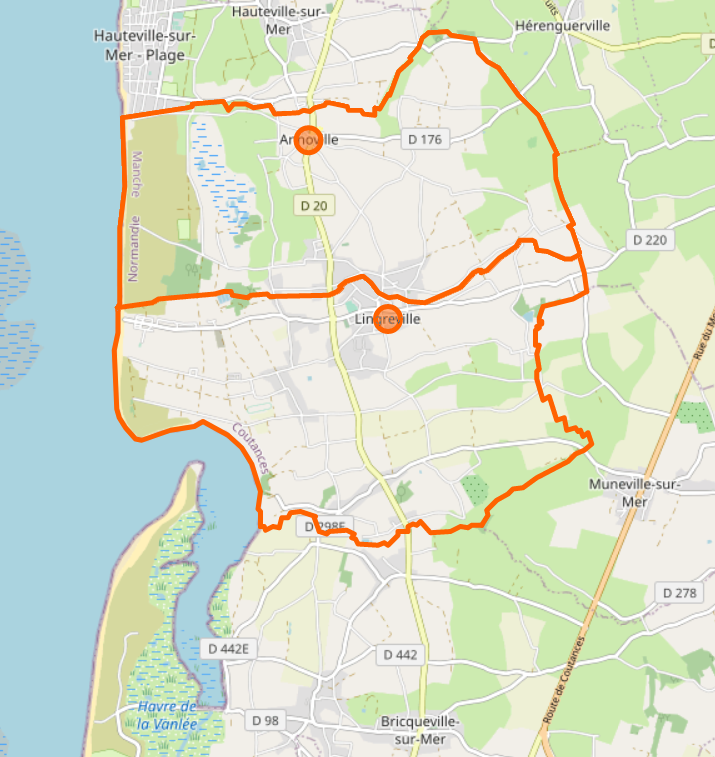
Les deux communes déléguées.

Un projet de commune nouvelle est initié avec comme périmètre d'étude les communes d'Annoville, Lingreville, Hauteville-sur-Mer, Montmartin-sur-Mer et Regnéville-sur-Mer. Le maire de Hauteville-sur-Mer n'y est pas favorable ; le retrait d'Hauteville brisant la continuité géographique, les maires de Regnéville et Montmartin seront dans l'obligation d'abandonner la réflexion. La démarche toutefois continue avec un périmètre réduit entre les deux communes voisines d'Annoville et Lingreville,.
Les deux conseils municipaux adoptent le projet début juillet 2022
La commune est créée le 1er janvier 2023 par la fusion de deux communes, sous le régime juridique des communes nouvelles instauré par la loi no 2010-1563 du 16 décembre 2010 de réforme des collectivités territoriales.
L'arrêté préfectoral fixant les conditions a été publié le 20 septembre 2022.

## Politique et administration

### Communes fondatrices
| Nom                 | Code Insee | Intercommunalité           | Superficie (km2) | Population (dernière pop. légale) | Densité (hab./km2) |
| ------------------- | ---------- | -------------------------- | ---------------- | --------------------------------- | ------------------ |
| Lingreville (siège) | 50272      | CC Coutances Mer et Bocage | 9,04             | 1 024 (2021)                      | 113                |
| Annoville           | 50015      | CC Coutances Mer et Bocage | 8,47             | 639 (2021)                        | 75                 |

### Liste des maires
En attendant les élections municipales de 2026, le conseil municipal élisant le maire sera composé des 30 conseillers municipaux des deux communes. 
| Période      | Période  | Identité         | Étiquette | Qualité |
| ------------ | -------- | ---------------- | --------- | ------- |
| janvier 2023 | En cours | Sabrina Regnault |           |         |

## Population et société

### Démographie
L'évolution du nombre d'habitants est connue à travers les recensements de la population effectués dans la commune depuis sa création.

En 2022, la commune comptait 1 668 habitants.
| 2019  | 2020  | 2021  | 2022  |
| ----- | ----- | ----- | ----- |
| 1 670 | 1 664 | 1 663 | 1 668 |

## Culture locale et patrimoine

### Lieux et monuments
- Église Saint-Martin du XIIIe siècle, remaniée, dont cinq statues (saint Louis, saint Jean, saint Pierre, sainte Marie-Madeleine, Christ en croix) sont classées à titre d'objets aux Monuments historiques[36].
- Église Notre-Dame d'Anneville en partie du XIe siècle. Deux reliquaires de la première moitié du XVIIIe siècle sont classés à titre d'objets aux monuments historiques[37].
- Église Notre-Dame de Tourneville du XVIIIe siècle. Un ensemble maitre-autel, retable, tabernacle, ainsi que les boiseries et portes de sacristie, le tout de la première moitié du XVIIIe siècle, sont également classés[38].
- Manoir presbytéral.
- Ferme-manoir du Tot XVIe – XVIIIe siècle.
- Ferme-manoir de la Héronnière XVIe siècle.
- Salle des Oyats (ancien presbytère).
- Puits communal au pied du mur du cimetière (enclos paroissial).
- Havre de la Vanlée, site classé[39].
- Estran à bouchots.

#### Château d'Annoville

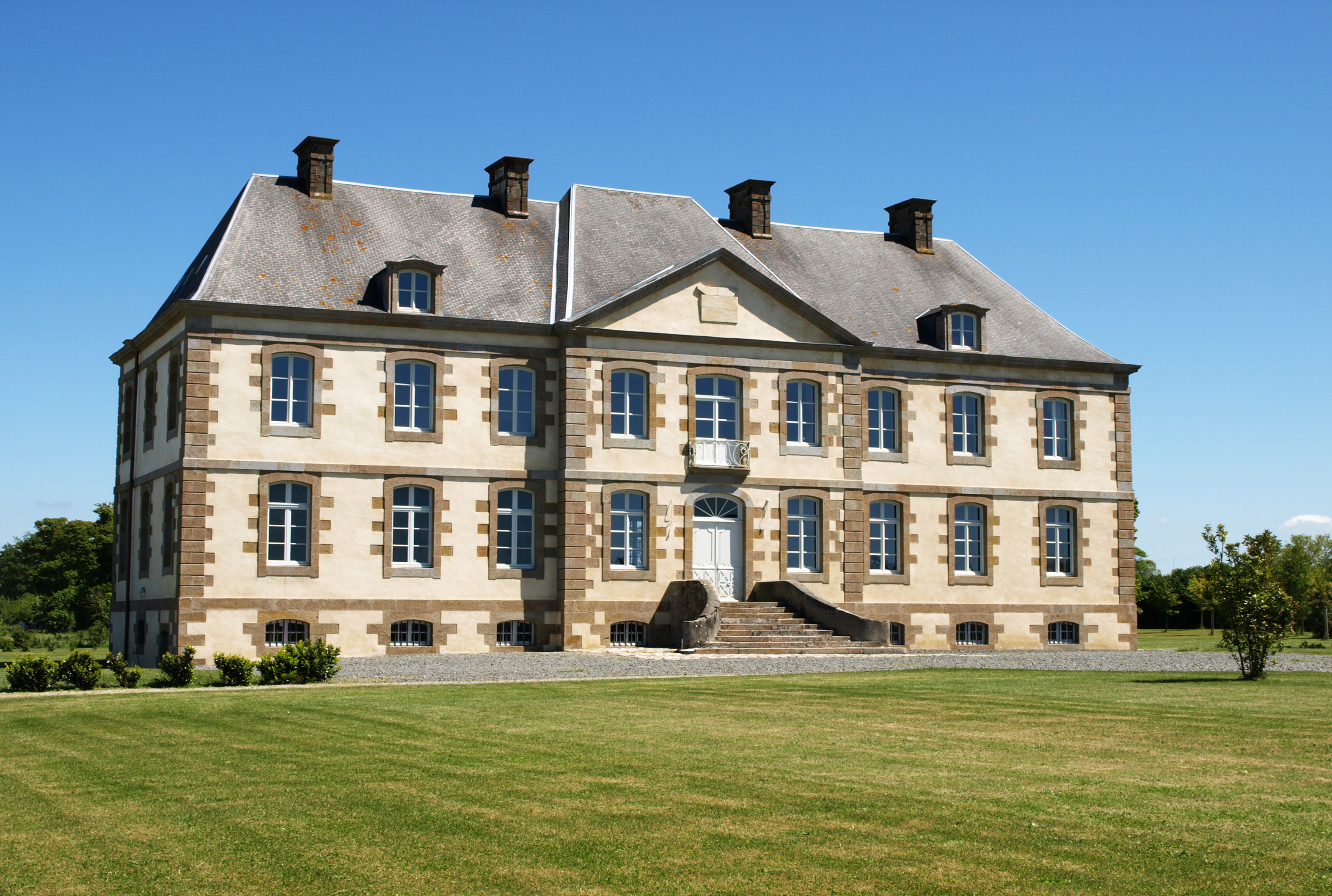
Le château d'Annoville.

Situé à une centaine de mètres de la route reliant Montmartin-sur-Mer et Granville, le château d'Annoville domine les plages d'Annoville et de Hauteville-sur-Mer sur la Côte des Havres. La famille Michel d'Annoville le fait édifier au XVIIe siècle, avec notamment du granite de Chausey acheminé depuis le Havre de Regnéville-sur-Mer. Le granite excédentaire après cette construction permet de bâtir la tour de l'église Notre-Dame d'Annoville. Le château voit s'y rencontrer une partie de la noblesse bas-normande : alliés aux grandes familles du temps, notamment à celle de Tourville, les Michel d'Annoville y donnent des fêtes particulièrement brillantes. Jusqu'à 1935, les boiseries de son vestibule ainsi que le lustre en fer forgé pesant environ une tonne et les grandes tapisseries de sa salle des fêtes témoignent encore de ces splendeurs passées…
À la mort de Pierre Charles Léonor Michel, premier maire d’Annoville en 1789, le château est transmis à son fils aîné : Florent Michel d'Annoville, maire de Muneville-sur-Mer. Le fils-cadet de celui-ci, Nicolas Louis Michel, en hérite (son frère aîné, Léonor Henri, étant mort avant son père), lequel retransmet le château à son unique fils : Charles Marie. À la suite de la disparition en mer de ce dernier en 1879 comme lieutenant de vaisseau (dans le naufrage de la batterie flottante l'Arrogante près de Hyères), le château passe à son fils unique, Marie Charles Louis Raoul, qui n’y réside pas.
Après avoir été déserté durant une trentaine d’années à partir de la guerre franco-allemande de 1870, le château est habité par Georges Michel d'Annoville, un des fils de Pierre Charles Ferdinand Michel d'Annoville (celui-ci étant cousin-germain de Nicolas Louis Michel Michel d'Annoville). Après la mort en 1910 de l’épouse de Georges Michel d'Annoville, Lokoma Amelot de Chaillou (indienne tehuelche de Patagonie adoptée par la famille Amelot de Chaillou), le château est habité par Paul Dutasta (chef de cabinet du ministre des Affaires étrangères Stephen Pichon), qui y reçoit à plusieurs reprises Georges Clemenceau.
Marie Charles Louis Raoul Michel d'Annoville (fils unique de Charles Marie Michel d'Annoville ci-avant), consul de France au Luxembourg en 1907, meurt sans héritier en 1916 dans les combats de l’ouvrage de Thiaumont lors de la bataille de Verdun (comme sous-lieutenant au 294e régiment d'infanterie). Le château revient alors à sa mère : Marie Charlotte Léonie Le Pelletier d'Angoville (veuve de Charles Marie Michel d'Annoville ci-avant). À la mort de cette dernière en 1930, le château est vendu par la famille Le Pelletier d'Angoville. À partir de 1935, la majeure partie de son contenu est dispersée, notamment un tableau représentant le maréchal de France Anne Hilarion de Costentin de Tourville qui est transmis à la famille Desgrées du Loû à Nantes.[réf. nécessaire]
En 2003, le château est racheté par Pierre de Castellane (1960-2018) qui le restaure, redessine et replante le jardin. Il en fait un lieu culturel en ouvrant la propriété pour des expositions, des spectacles et des conférences.